# Sveti Trije Kralji v Slovenskih goricah
Sveti Trije Kralji v Slovenskih goricah, pogosto zapisano okrajšano kot Sv. Trije Kralji v Slovenskih goricah, so naselje v Občini Benedikt.
Lokalna cerkev, po kateri je naselje dobilo ime, je posvečena Svetim trem kraljem. Cerkev stoji na vrhu griča, ki se dviga nad naseljem. Zgrajena je bila med leti 1521–1588 in je pomembna zaradi arhitekturne obdelave, kamnoseško obdelanih portalov ter cerkvene opreme.